# Juan Sánchez Méndez
Juan Pedro Sánchez Méndez (* 19. Januar 1967) ist ein spanischer Linguist.
Sánchez Méndez promovierte 1997 in Spanischer Philologie an der Universität Valencia und war dort von 1999 bis 2006 Professor. Seit 2006 ist er Direktor des Institutes für Hispanische Sprachen und Literatur (Instituto de lengua y literatura hispánicas) der Universität Neuenburg, wo er Iberoromanische Linguistik unterrichtet. Sein bekanntestes Werk ist Historia de la lengua española en América.